# Vercellaei csata
A vercellaei csatát Kr. e. 101-ben vívta a Római Köztársaság Caius Marius consul vezette serege a proto-germán kimberek hatalmas inváziós serege ellen Vercellae (a mai Vercelli) közelében, Gallia Cisalpina tartományban. A csatában a rómaiak megsemmisítették a kimber sereget: 140 ezer kimbert megöltek és 60 ezret elfogtak, köztük sok nőt és gyermeket. A vercellae-i csatában végleg a rómaiak javára dőlt el a  kimber háború. A csatában nagy érdemeket szerzett Quintus Lutatius Catulus proconsul és Lucius Cornelius Sulla, akik a lovasságot vezették.

## A csata
A két sereg Vercellaenél találkozott, nem messze a Sesia és a Pó folyók találkozásától, pontosan azon a helyen, ahol Hannibal itáliai földre lépve első csatáját vívta. A kimberek szomjaztak a csatára, és szokásuk szerint üzentek a rómaiaknak, hogy jelöljék meg az időt és a helyet. Marius a következő napot jelölte meg – július 30-át – és egy széles síkságot a közelben, ahol a római lovasság tág terepet találhatott a manőverezéshez. A rómaiak a sík terep ellenére meglepetésszerűen támadták meg a kimbereket. A kimber lovasság egyszer csak közvetlen közelében pillantotta meg a nála erősebb római lovasságot. A kimber lovasokat egyenesen a felfejlődő kimber gyalogság közé vetették vissza. A rómaiak csekély veszteséggel arattak óriási győzelmet. A csatamezőn vesztette életét a kimberek híres királya, Boiorix is.

## Következmények
A csata, amely nem sokkal követte az Aquae Sextiae melletti győzelmet, véget vetett a kimberek és a teutonok reményeinek, hogy lerohanhatják Itáliát és Rómát. 
Róma számára a belpolitika következmények is fontosak voltak, mivel ekkor kezdődött Marius és Sulla vetélkedése, amely végül a köztársaság első nagy polgárháborújához vezetett. Marius a senatus engedélyének kikérése nélkül jutalmul polgárjogot adományozott itáliai katonáinak. Amikor szenátorok ezért kérdőre vonták, azt válaszolta, hogy a csatazajban nem tudta megkülönböztetni a rómaiak és a szövetségesek hangját. Ez volt az első alkalom, hogy egy győztes hadvezér nyíltan dacolt a Szenátussal. Hamarosan követőre is talált: i. e. 88-ban Sulla, nemcsak a Szenátussal, hanem a hagyománnyal is dacolva magába Rómába vezette csapatait. Még később Iulius Caesar, amikor a Szenátus felszólította, hogy tegye le a parancsnokságot és menjen Rómába, hogy feleljen az ellene felhozott vádakra, ehelyett i. e. 49-ben seregével együtt átlépte a Rubicon folyót. Ezzel kezdődtek meg a köztársaság végnapjai.

## Egykorú forrás
- ↑ Titus Livius 1963-1976:  Titus Livius: A római nép története a város alapításától. LXVIII. könyv tartalmi összefoglalója. Fordította Muraközy Gyula, Kis Ferencné.Európa Kiadó Budapest, 1963-1976. Online elérhetőség
- Marius életrajza. In: Plutarkhosz. Párhuzamos életrajzok II. kötet (magyar nyelven). Helikon, Európa. Budapest, 1978.. ISBN 9632073975. Online:http://mek.niif.hu/03800/03892/pdf/index.html